# Rohrbach (bei Saalfeld)
Rohrbach ist eine Gemeinde im Landkreis Saalfeld-Rudolstadt in Thüringen.

## Geografie
Rohrbach liegt im Naturpark Thüringer Wald im Tal der Schwarzen Sorbitz. Die Gemeinde gehört der Verwaltungsgemeinschaft Schwarzatal an, die ihren Verwaltungssitz in der Stadt Schwarzatal hat.

### Geologie
Rohrbach liegt im Thüringer Schiefergebirge, in der Umgebung befinden sich daher vielerorts die Reste alter Schieferbrüche. Der abgebaute Schiefer wurde vorwiegend für Dächer und zur Griffelproduktion verwendet.
Auf den Bergen zwischen Rohrbach und Döschnitz befindet sich zudem einige alte Marmorbrüche. Nach eisenhaltigen Erzadern wurde gesucht, aber die Vorkommen waren gering und es existieren daher lediglich einige kurze Probestollen, die damals in die Berge geschlagen wurden.

### Nachbargemeinden
Direkt von Rohrbach erreichbar sind die Gemeinden Döschnitz und Meura sowie die Stadt Saalfeld/Saale.

## Geschichte
Rohrbach wurde erstmals im Jahr 1370 urkundlich erwähnt. Vermutlich im 17. oder 18. Jahrhundert gab es einen Großbrand, der viele Gebäude zerstörte. Noch heute werden oft bei Ausschachtungen alte Fundamentreste gefunden. Bis ins späte 19. Jahrhundert stellte der Olitätenhandel einen bedeutenden Erwerbszweig des Ortes dar. Rohrbach gehörte bis 1918 zur Oberherrschaft des Fürstentums Schwarzburg-Rudolstadt.

## Politik

### Gemeinderat
Der Rat der Gemeinde Rohrbach besteht aus 6 Ratsfrauen und Ratsherren, die seit der Gemeinderatswahl am 26. Mai 2019 alle dem Wahlvorschlag „CDU, SPD und Andere“ angehören.

### Bürgermeisterin
Die ehrenamtliche Bürgermeisterin von Rohrbach ist seit 1999 Carmen Schachtzabel, sie wurde zuletzt am 12. Juni 2022 im Amt bestätigt.

### Wappen
Das Wappen wurde am 26. Februar 1996 durch das Thüringer Landesverwaltungsamt genehmigt.
Blasonierung: „In Blau, von einer eingebogenen goldenen Spitze, worin über einem blauen Wellenband ein grüner Rohrkolben, gespalten; vorn ein goldener Mörser, hinten ein goldener Löwenkopf.“
Das Wappen wurde von dem Goßwitzer Manfred Fischer gestaltet.

### Partnerschaften
Partnergemeinde ist der Weinort Wawern.

## Kultur und Sehenswürdigkeiten

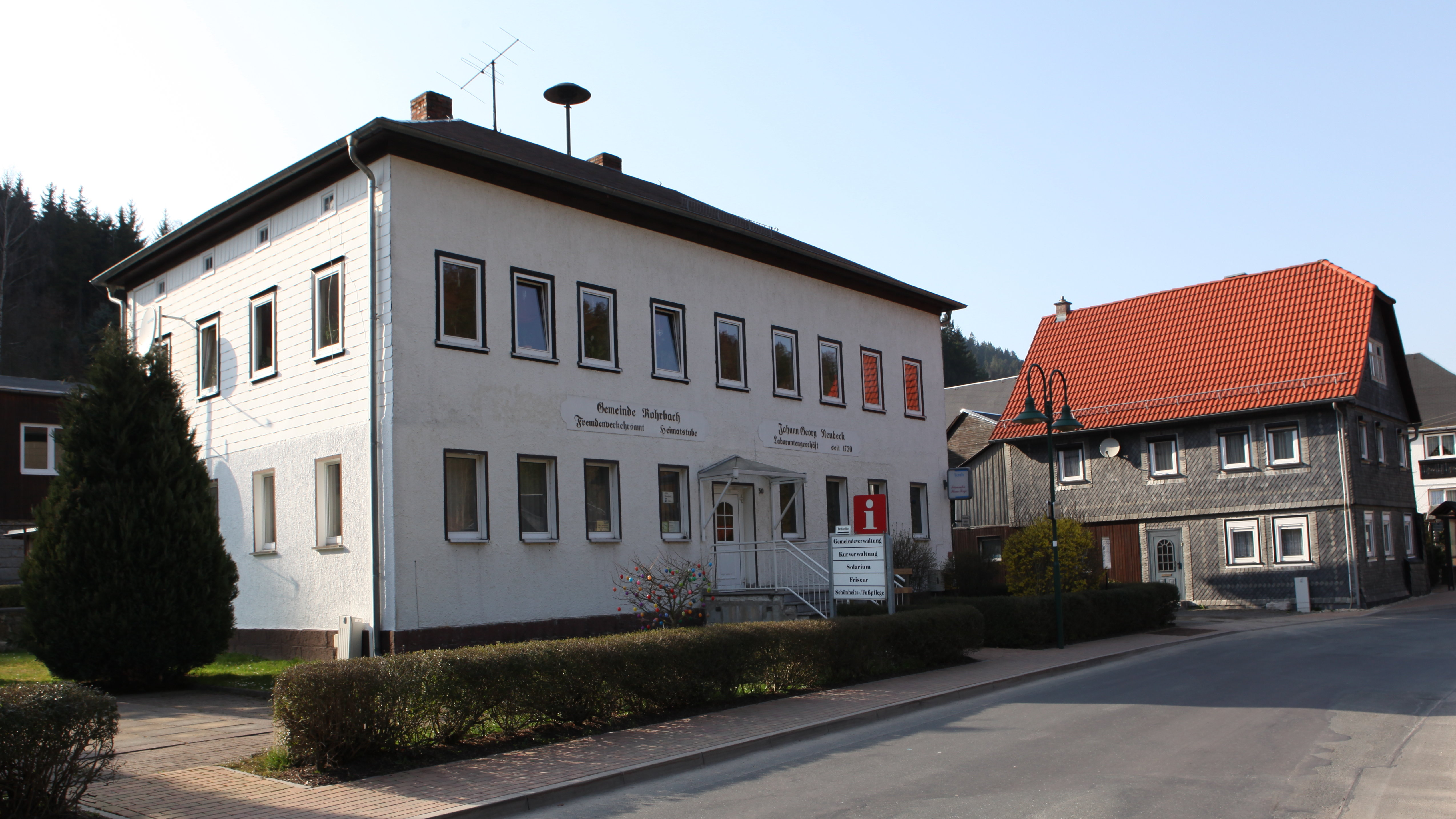
Gemeindeverwaltung

### Museen
Im Gemeindehaus befindet sich die Heimatstube, die Gegenstände aus Haus-, Forst- und Landwirtschaft ausstellt und über die Rohrbacher Geschichte informiert. Nebenan kann man auch die historische Rohrbacher Apotheke sowie das Laboratorium (im Hintergebäude) besichtigen und erfährt einiges zum Olitätenhandel.

### Parks
Neben dem Gemeindehaus befindet sich eine Parkanlage, in der man im Sommer Freiluft-Schach spielen kann. Auf der anderen Straßenseite wurde 2020 ein mit vielen Spielgeräten ausgestatteter Kinderspielplatz neu gebaut. Im Ortszentrum lädt eine neue Kneipp-Tretanlage mit Ruhebänken zum Verweilen ein. Am Ortsausgang Richtung Meura befindet sich ein weiterer Kinderspielplatz, ein Fußballplatz und eine Minigolfanlage.

### Freizeitangebote
Als Urlauberort verfügt die Gemeinde über ein breites Freizeitangebot. Freiluft-Schach, Minigolf, Volleyball- und Fußballplatz, Wildgehege, Bogenschieß-Kurse und eine Segway-Vermietung sowie geführte Wanderungen und  GPS-Schatzsuchen sind möglich.